# Nationale Evangelische Schule Homs

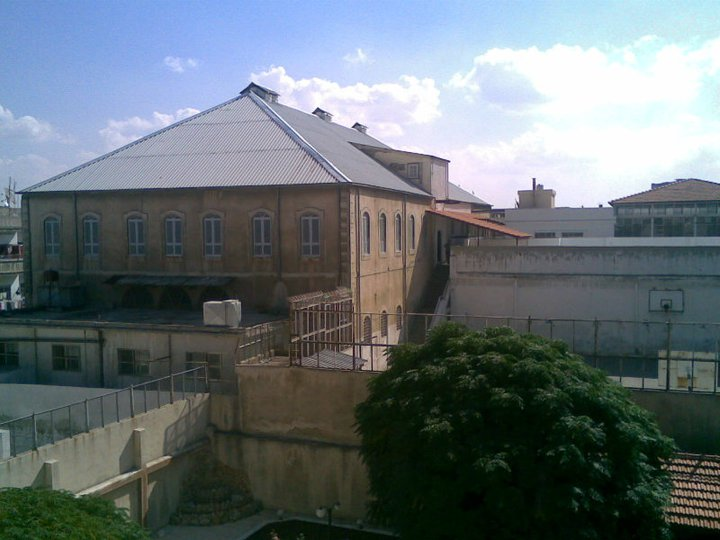
Hauptgebäude der Schule, 2010

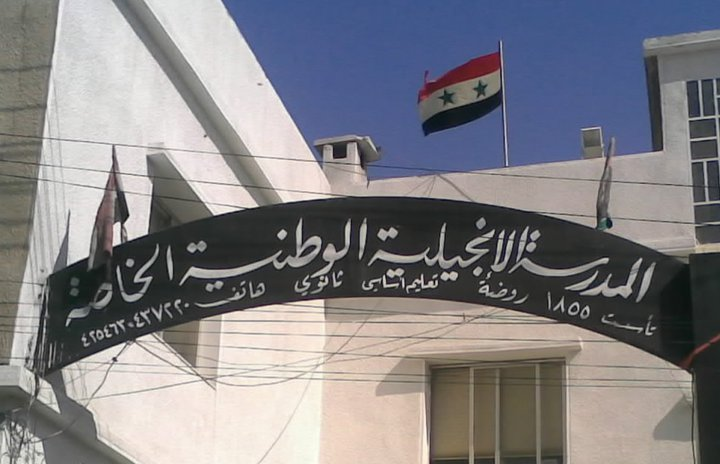
Eingangstor zur Schule

Die Nationale Evangelische Schule Homs (المدرسة الإنجيلية الوطنية الخاصة حمص, DMG al-Madrasa al-Inǧīlīya al-Waṭanīya al-Ḫāṣṣa Ḥimṣ) ist die Privatschule der Homser Gemeinde der Nationalen Evangelischen Synode in Syrien und Libanon in der syrischen Stadt Homs. Mit ihrem Gründungsjahr 1855 ist sie eine der ältesten Schulen Syriens und einer der größten in Homs. Ihr Bildungsprogramm reicht von der Vorschule über die Primarschule bis zur Sekundarschule, wo die Hochschulreife erworben werden kann. Um das Jahr 2000 hatte sie etwa 2000 Schüler mit unterschiedlichem sozialen und religiösen Hintergrund.

## Standort
Die Nationale Evangelische Schule steht im südlich der Altstadt gelegenen Stadtteil Bab al-Sebaa (باب السباع) knapp 200 m südlich der gleichnamigen Straße an der Ostseite der „Straße der Nationalen Höheren Schule“ oder „[Shari] al-Kelia al-Watania“ (شارع الكلية الوطنية) etwa 300 m südöstlich der Homser Zitadelle und rund 700 m südlich der Nationalen Evangelischen Kirche Homs, deren Kirchengemeinde Eigentümerin der Schule ist. In unmittelbarer Nähe gibt es westlich und südlich zwei weitere Schulen. Etwa 250 m nordöstlich steht die Mar-Matanios-Kirche (كنيسة مار مطانيوس) und 200 m südöstlich die Mar-Ephräm-Kirche (كنيسة مار افرام).

## Geschichte

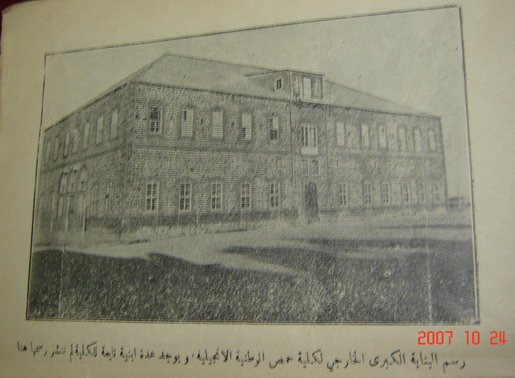
Zeichnungs des Hauptgebäudes von 1907

In den 1850er Jahren kamen presbyterianische Missionare aus den USA in das damals zum Osmanischen Reich gehörende Homs und gründeten dort 1855 eine Primarschule in der Straße Bustan ad-Diwan (بستان الديوان). Die Schule wurde 1905 zu einer weiterführenden Schule ausgebaut und 1908 an ihren heutigen Standort im damals im „klassischen französischen Stil“ neu errichteten jetzigen Hauptgebäude im Stadtteil Bab al-Sebaa verlegt. Die Schule hatte ein hohes Ansehen und wurde nicht nur von Syrern, sondern auch Schülern aus (dem heutigen bzw. späteren) Libanon, Palästina, Jordanien und Irak besucht. Die osmanischen Behörden schlossen die Schule 1914 während des Ersten Weltkriegs und nutzten das Gebäude als Militärkaserne, so dass der Schulbetrieb erst 1919 wieder eröffnet werden konnte. In der französischen Mandatszeit veröffentlichte Pastor Hanna Khabbaz (حنا خباز), seit 1907 Schulleiter, ein Buch, in dem er sich gegen die französische Herrschaft aussprach, weshalb er von den französischen Behörden verfolgt wurde. In den 1920er und 1930er Jahren gingen von dieser Schule politische Kundgebungen gegen die französische Herrschaft aus. 1978 eröffnete die Gemeinde in einem Neubau am Schulstandort zusätzlich einen Kindergarten. 1996 wurde dieses Gebäude um ein zusätzliches Stockwerk erweitert. 2000 erhielt die Primarschule ein eigenes Gebäude.
Im Bürgerkrieg in Syrien war die Schule – ebenso wie das benachbarte Altersheim – stets unter der Kontrolle der Regierungstruppen und blieb in Betrieb, während die Kirche von 2012 bis 2014 von Rebellen besetzt war.

## Namen der Schule
Der erste Name der Schule war „Nationale Höhere Schule“ (الكلية الوطنية, DMG al-Kullīya al-Waṭanīya; englisch National College,), woher noch der Straßenname Shari al-Kelia al-Watania (شارع الكلية الوطنية, DMG Šariʿ al-Kullīya al-Waṭanīya) herrührt. Sie wurde auch „Reinheit und Liebe“ (الطهارة والمحبة) genannt. Da an dieser Schule Englisch gelehrt wurde und in einzelnen Fächern auch als Unterrichtssprache diente, wurde die Schule in Homs auch „Englische Schule“ (مدرسة “الإنكليز”) genannt. Nach ihrem langjährigen Schulleiter Pastor Hanna hieß sie auch „Hanna-Schule“ (مدرسة “حنا”). Nach der Eroberung Syriens durch die britische Armee 1941 im Zweiten Weltkrieg wurde die Schule auch „Krankenhaus Rotes Kreuz“ (مشفى “الصليب الأحمر”) genannt, da die Briten ein Kreuz auf dem Dach des von ihnen so genutzten Gebäudes angebracht hatten. Nach der Unabhängigkeit Syriens 1946 erhielt die Schule nach ihrer Eigentümerin, der evangelischen Gemeinde, den Namen Nationale Evangelische Schule Homs (المدرسة الإنجيلية الوطنية حمص, DMG al-Madrasa al-ʿInǧīlīya al-Waṭanīya Hims).

## Die Schule und ihre Ausstattung

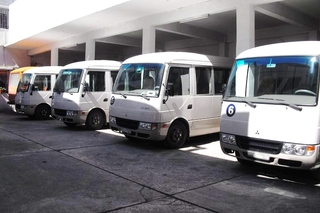
Von der evangelischen Schule betriebene Schulbusse

Das Schulgrundstück der Nationalen Evangelischen Schule ist etwa 4000 Quadratmeter groß. Es gibt drei zweigeschossige Gebäude, jeweils für Kindergarten, Primarschule und Sekundarschule. Jede Abteilung hat einen eigenen Schulhof und Spielplatz. Die Schule betrieb um 2010 sechs eigene Schulbusse und 15 gemietete Busse.

## Sportliche Erfolge

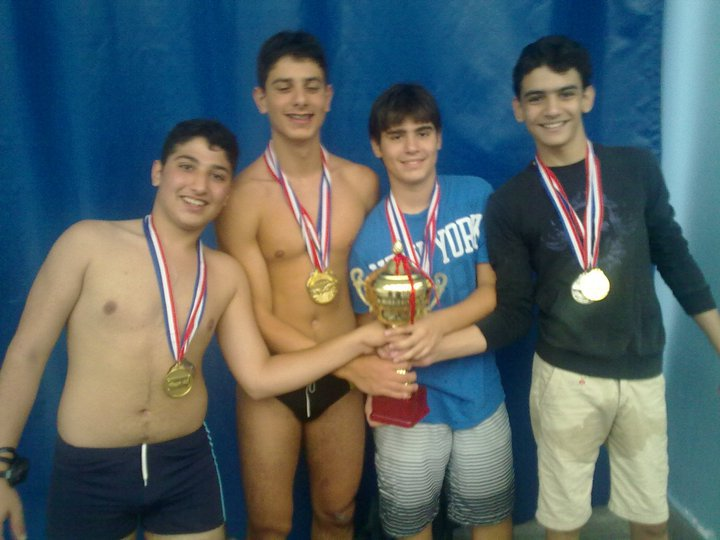
Gewinner des Schwimmwettbewerbs 2010. Bei diesem Wettbewerb gewann die Schule in der Gesamtwertung im Schwimmen den ersten Platz, in den Einzelwertungen beim Brustschwimmen über 50 m and 100 m den ersten Platz, beim Freistil über 50 m den zweiten und im Schmetterlingsstil über 50 m den dritten Platz.

2008 organisierte der internationale Privatschulverbund Schuwaifāt (مدرسة الشويفات الدولية, DMG Madrasat aš-Šuwaifāt ad-Duwalīya, benannt nach der Ortschaft Schuwaifāt und ihrer Schule südöstlich von Beirut) in Homs einen Sportwettbewerb für mehrere Schulen, bei dem die Nationale Evangelische Schule wurde mehrfach ausgezeichnet wurde.